# Flaming Creatures
Flaming Creatures je americký experimentální film režiséra Jacka Smithe. Premiéru měl 29. dubna 1963 v newyorském kině Bleecker Street Cinema. Film byl natočen v obchodním domě na Manhattanu a kvůli svému erotickému obsahu byl v několika zemích zakázán.
Byl zařazen do knihy 1001 filmů, které musíte vidět, než umřete.

## Obsazení
| Francis Francine  | sebe sama             |
| Sheila Bick       | Delicious Dolores     |
| Joel Markman      | Our Lady of the Docks |
| Mario Montez      | španělská dívka       |
| Arnold Rockwood   | Arnold                |
| Judith Malina     | žena                  |
| Marian Zazeelaová | Maria Zazeela         |